# Persida Nenadović
Persida Nenadović (n. 15 februarie 1813, Brankovina, Principatul Serbiei - d. 29 martie 1873, Viena, Austro-Ungaria) a fost soția prințului Alexandru Karađorđević al Serbiei, care a domnit între anii 1842 și 1858. Împreună au avut zece copii, inclusiv viitorul rege Petru I al Serbiei, care a succedat la tron după asasinarea regelui Alexandru Obrenović, ultimul conducător al dinastiei Obrenović (rivalii dinastiei Karađorđević).